# Os Guinness

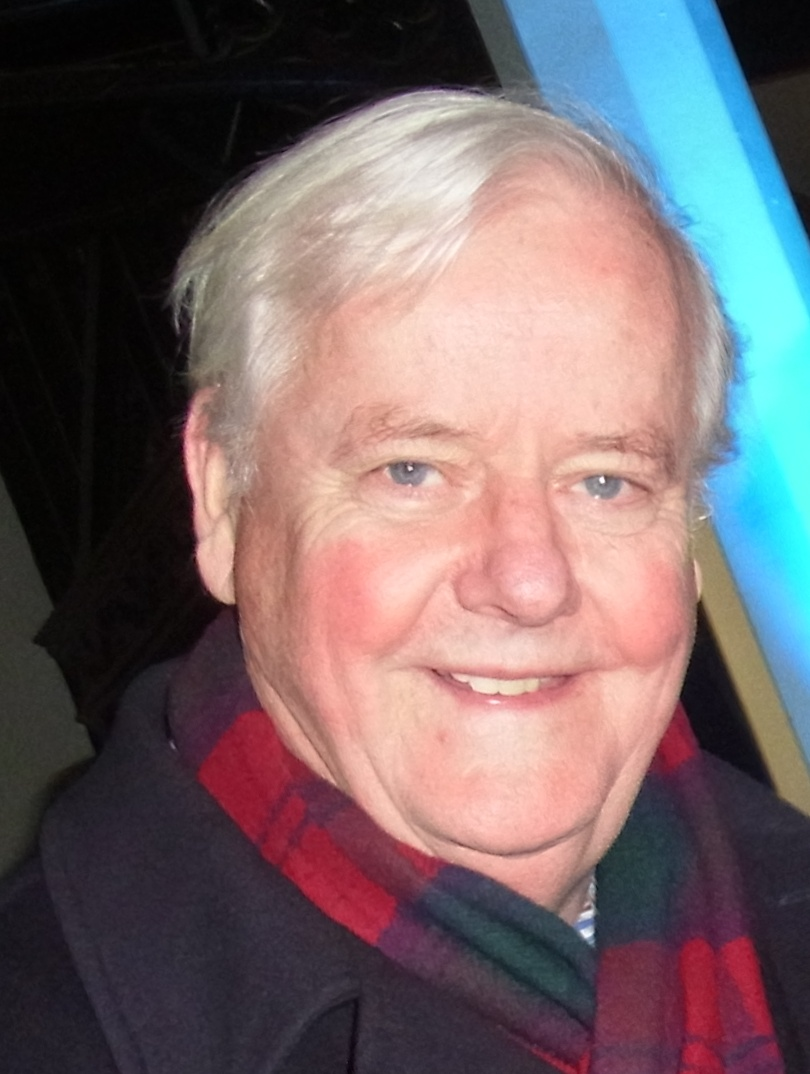
Os Guinness

Ian Oswald Guinness, genannt: Os Guinness (* 30. September 1941 in China) ist ein britischer Soziologe, Sozialkritiker, Lehrer, evangelikaler Apologet und Vordenker, Redner und Autor von über dreißig Büchern.

## Leben
Guinness ist ein Nachkomme des bekannten irischen Bierbrauers Arthur Guinness und Sohn eines Missionsarztes. Er wuchs in China auf und wurde 1949 Zeuge der Machtübernahme durch die Kommunisten, die 1951 seine Familie auswiesen. Er besuchte dann die Schulen in England und studierte an der Universität von London Theologie und Philosophie. Er studierte weiter und promovierte in Soziologie über die Beurteilung der Religionssoziologie von Peter L. Berger im Verhältnis zur christlichen Apologetik (englisch: Towards a reappraisal of Christian apologetics: Peter L. Berger's sociology of knowledge as the sociological prolegomenon to Christian apologetics) an der Theologischen Fakultät der Universität Oxford. Dort erhielt er 1981 einen Doktor der Sozialwissenschaften des Oriel College.
In den 1960er-Jahren arbeitete Guinness mit dem Philosophen und evangelikalen Apologeten Francis Schaeffer in der Glaubensgemeinschaft L’Abri im schweizerischen Huémoz. Danach war er als freier Reporter der BBC tätig. 1984 siedelte er in die USA über, wo er Gastlehrer am Woodrow Wilson Center und Professor der Denkfabrik Brookings Institution in Washington, D.C. wurde. 1986 bis 198 war Stiftungsdirektor der Williamsburg Charter Foundation.
Guinness war auch als Redner an vielen renommierten Universitäten, vor Geschäftsleuten und vor Politikern weltweit tätig. Er war einer der Sprecher im Team des US-amerikanischen Apologeten Ravi Zacharias. Er ist Senior Fellow am Oxford Centre for Christian Apologetics in Oxford und am EastWest Institute in New York.

## Familie
Guinness ist verheiratet mit Jenny, sie leben in McLean in Virginia, das unweit von Washington, D.C. liegt.

## Schriften
- The Dust of Death: A Critique of the Establishment and the Counter Culture and the Proposal for a Third Way, InterVarsity Press, Chicago 1973
- In Two Minds: The Dilemma of Doubt & How to Resolve It, InterVarsity Press, Chicago  1976
- The Gravedigger File, InterVarsity Press, Chicago 1983
- Articles of Faith, Articles of Peace, The Brookings Institution, 1990
- No God but God, Moody Press, Chicago 1992
- The American Hour: A Time of Reckoning and the Once and Future Role of Faith, Free, 1992
- Dining With the Devil: The Megachurch Movement Flirts With Modernity, Baker. 1993
- The Dust of Death: The Sixties Counterculture and How It Changed America Forever, Crossway 1994
- Fit Bodies Fat Minds: Why Evangelicals Don't Think and What to Do About It, Baker 1994
- God in the Dark: The Assurance of Faith Beyond a Shadow of Doubt, Crossway 1996
- The Call: Finding and Fulfilling the Central Purpose of Your Life, Thomas Nelson 1998
- Invitation to the Classics, Baker 1998
- Character Counts: Leadership Qualities in Washington, Wilberforce, Lincoln, and Solzhenitsyn, Baker 1999
- Unriddling our Times, Baker 1999
- Time for Truth: Living Free in a World of Lies, Hype and Spin, Baker 2000
- When No One Sees: Character in an Age of Image, NavPress, Colorado Springs 2000
- Steering Through Chaos: Vice and Virtue in an Age of Moral Confusion, NavPress, Colorado Springs 2000
- The Great Experiment: Faith and Freedom in America, NavPress, Colorado Springs 2001
- Doing Well and Doing Good, NavPress, Colorado Springs 2001
- Entrepreneurs of Life, NavPress, Colorado Springs 2001
- The Journey, NavPress, Colorado Springs 2001
- Long Journey Home: A Guide to Your Search for the Meaning of Life, WaterBrook 2003
- Prophetic Untimeliness: A Challenge to the Idol of Relevance, Baker 2003
- Unspeakable: Facing Up to the Challenge of Evil, HarperCollins 2005
- The Case for Civility: And Why Our Future Depends on It, Harper One 2008
- The Last Christian on Earth: Uncover the Enemy's Plot to Undermine the Church, Regal 2010
- A Free People’s Suicide: Sustainable Freedom and the American Future, InterVarsity Press, Chicago 2012
- The Global Public Square: Religious Freedom and the Making of a World Safe for Diversity, InterVarsity Press, Chicago 2013
- Renaissance: The Power of the Gospel However Dark the Times, InterVarsity Press, Chicago 2014
- Fool’s Talk: Recovering the Art of Christian Persuasion, InterVarsity Press, Chicago 2015

### Übersetzungen ins Deutsche
- Asche des Abendlandes, Hänssler, Neuhausen 1976. ISBN 978-3-7751-0216-2
- Das Problem des Zweifels, Hänssler, Neuhausen 1979. ISBN 978-3-7751-0437-1
- Von Gott berufen - aber zu was? Wissen, für was es sich zu leben lohnt,  SCM Hänssler, Holzgerlingen 2000, ISBN 978-3-7751-3609-9